# Verrewinkelbos
Het Verrewinkelbos (Frans: Bois de Verrewinkel) is een natuurgebied in Ukkel in het Brussels Hoofdstedelijk Gewest.

## Geschiedenis
Begin van de 16e eeuw werd het Verrewinkelbos, dat deel uitmaakte van het Zoniënwoud, verkocht aan het Broederschap van Sint-Elooi (vereniging voor onderlinge bijstand voor diverse Brusselse gilden) die op het terrein een hoeve bouwden. Het huidige beukenbos werd ongeveer 200 jaar geleden aangeplant en was samen met het nabijgelegen bossen van Buysdelle, de Drie Bunders en de Groendijk eigendom van de Broederschap. Na de Franse Revolutie werd de broederschap ontbonden en haar goederen gingen naar de tehuizen van de stad Brussel en in 1893 wordt de hoeve verkocht.
Het bos ligt helemaal ingesloten door privétuinen tussen de Maretaklaan, de Dolezlaan en de Muzenlaan in de wijk Verrewinkel. In december 2003 besloot de gemeente Ukkel om het bos aan te kopen van de vorige eigenaar, het OCMW van Brussel.
Het bos werd op 19 juli 1990 beschermd als landschap. Het Verrewinkelbos behoort samen met onder andere het Vronerodepark, het Sauvagèrepark, het Engeland- en Kauwbergplateau en het Kinsendaal-Kriekenputreservaat tot de bossen en open gebieden in het zuiden van het Brussels Gewest die erkend zijn als habitatrichtlijngebied van Natura 2000.

## Fauna en flora
In het bos staat een aantal loofbomen, voornamelijk beuken van ongeveer 200 jaar oud waaronder twee opmerkelijke met een diameter van respectievelijk 375 cm en 470 cm. In 1900 werd een tweede generatie bomen aangeplant waaronder beuken, eiken, kastanjebomen, grove dennen, Corsicaanse dennen en Japanse lariksen. Het kreupelbos dat spontaan ontstaan is na het rooien tijdens de Tweede Wereldoorlog, bestaat uit hazelaars, Amerikaanse eiken, laatbloeiende kersenbomen en wilde kastanjebomen.
Er is een grote diversiteit aan vogels aanwezig waaronder de pimpelmees, de koolmees, de grote bonte specht, het roodborstje, de merel, de halsbandparkiet, houtduiven, de vink, de gaai, de boomklever en de zwarte kraai. Ook de rode vos en rode eekhoorn hebben er hun habitat samen met de gewone dwergvleermuis.